# Дейвендрехт
Дейвендрехт (нід. Duivendrecht, нід. вимова: [ˈdœyvə(n)ˌdrɛxt]) — село в нідерландській провінції Північна Голландія. Входить до муніципалітету Аудер-Амстел.
Його площа становить 1,41 км², а населення станом на 2021 рік складало 5 300 осіб.
Перша згадка про населений пункт датується 1308-им роком.

## Уродженці
- Віллем Ейк (нар. 1953) — нідерландський священик, архієпископ Утрехтської архідієцезії.

## Галерея

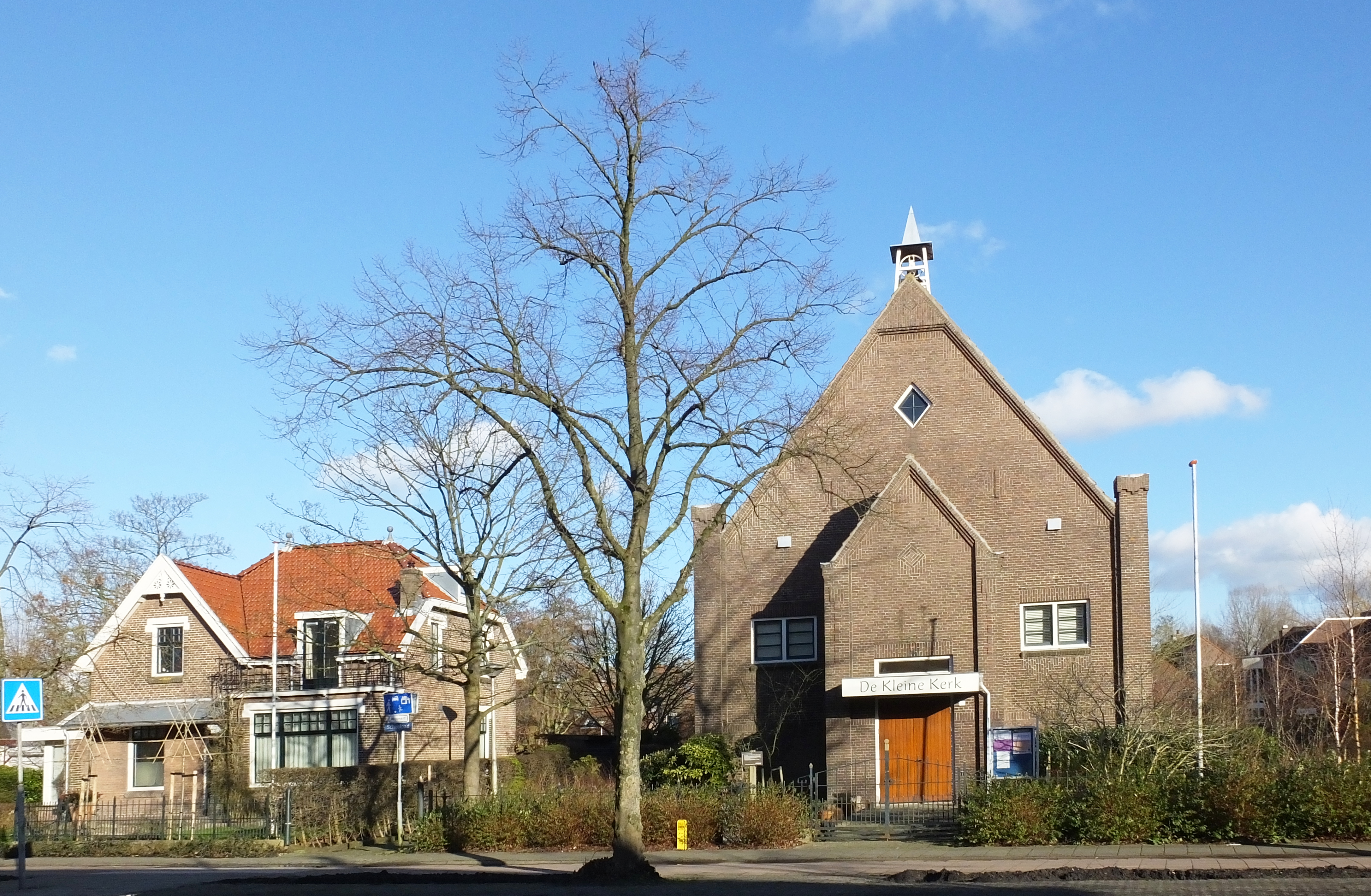
Сільська церква
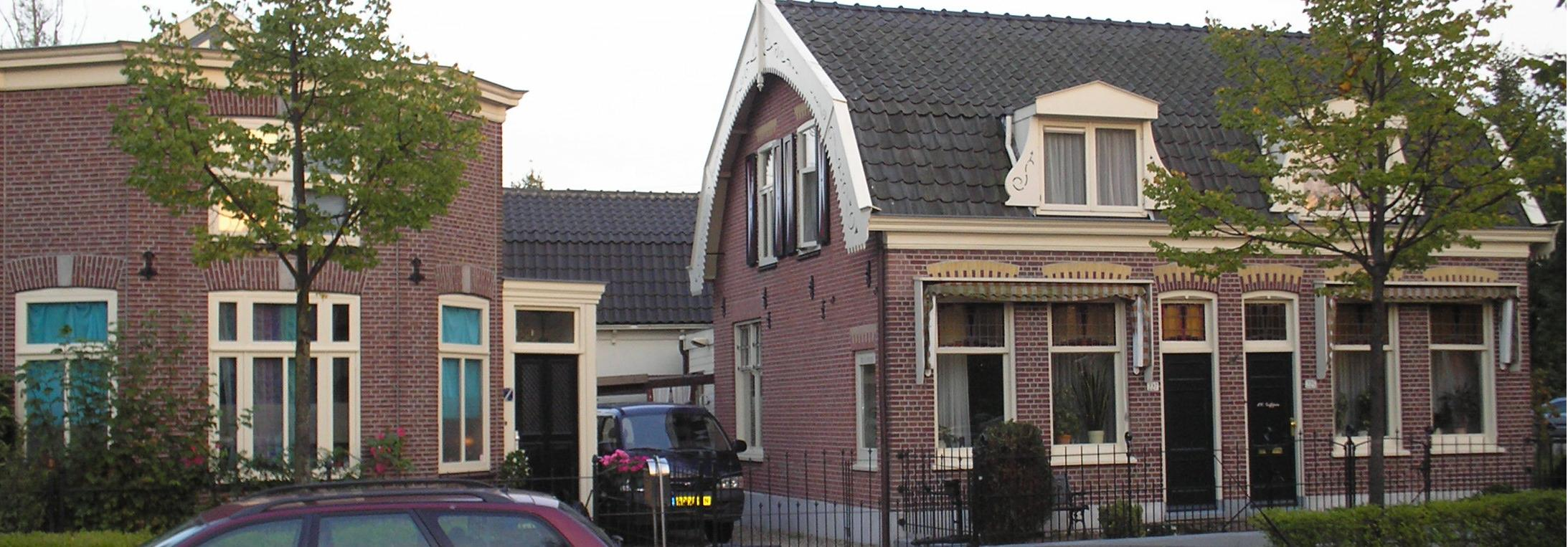
Забудова в Дейвендрехті
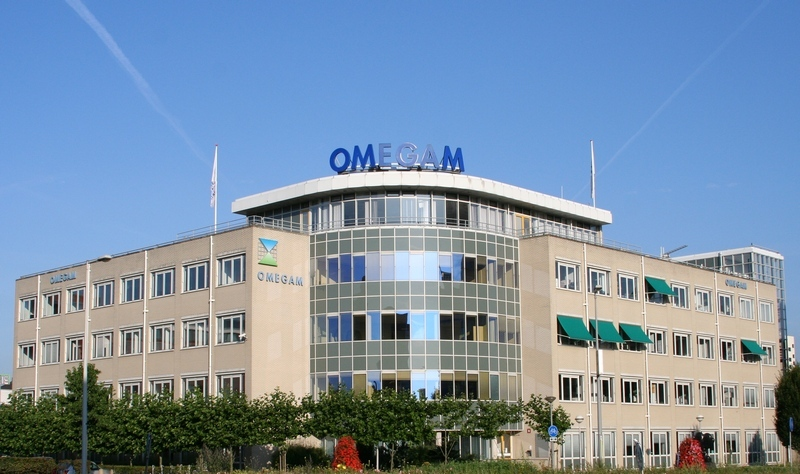
Будівля Omegam Laboratories
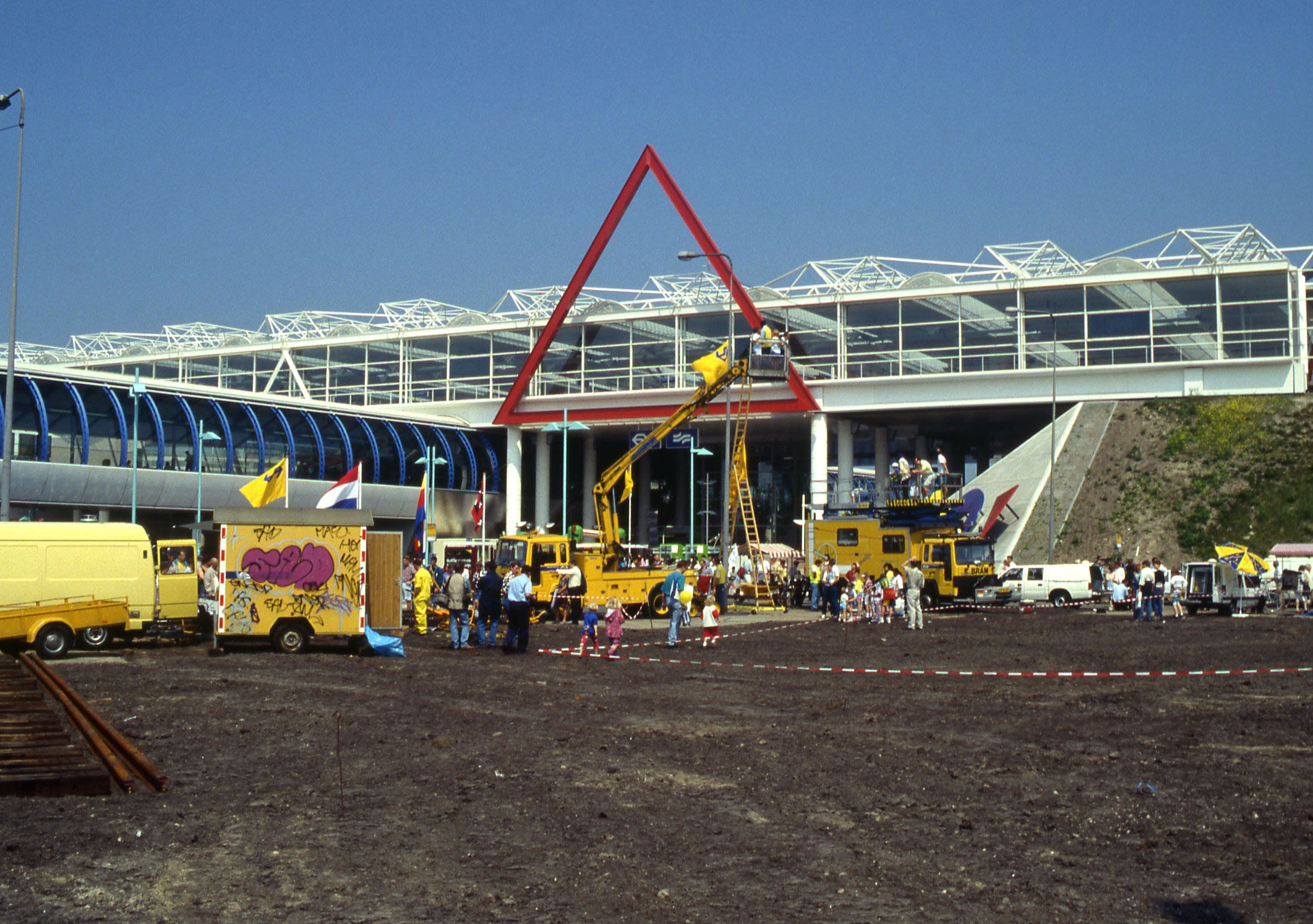
Відкриття залізниці у Дейвендрехті (1993)